# دير أمبروخ
دير أمبروخ (التي يشار إليها أحيانًا باسمها المستعار Bru Bruch ) كانت إحدى الصحف التي نشرت في فادوتس، ليختنشتاين.   تبعت للحركة الوطنية الألمانية في ليختنشتاين (VDBL)، وهو حزب سياسي اشتراكي وطني.  
تم نشر الصحيفة من 5 أكتوبر 1940 إلى 6 يوليو 1943. في البداية تم نشرها أسبوعيًا، لكنها أصبحت تنشر مرتين في الأسبوع في مارس 1941.   شغل مارتن هيلتي منصب المحرر حتى عام 1942.   ومن بين المساهمين الآخرين الدكتور ألفونس جوب، والدكتور سيب ريتر والدكتور هيرمان والسر.  طبعت الصحيفة من قبل U. Goppel. 
كتب دير أمبروش بحماس عن تقدم الجيش الألماني في جميع أنحاء أوروبا. اعتبارا من عام 1942، كان تداول الصحيفة حوالي 300.  تم حظر الصحيفة من قبل الحكومة في يوليو 1943.  